# Билице (Котор Варош)
Билице су насељено мјесто у Босни и Херцеговини, у општини Котор Варош, ентитет Република Српска. Према попису становништва из 1991. у насељу је живјело 506 становника.

## Становништво
Према попису становништва из 1991. године, мјесто је имало 506 становника.
| Демографија | Демографија | Демографија |
| Година      | Становника  | Становника  |
| ----------- | ----------- | ----------- |
| 1961.       | 550         |             |
| 1971.       | 572         |             |
| 1981.       | 523         |             |
| 1991.       | 507         |             |

### Пописи становништва
| Билице             |              |              |              |
| Година пописа      | 1991.        | 1981.        | 1971.        |
| Хрвати             | 474 (93,67%) | 468 (89,48%) | 515 (90,03%) |
| Срби               | 32 (6,32%)   | 50 (9,56%)   | 52 (9,09%)   |
| Муслимани          | 0            | 1 (0,19%)    | 0            |
| Jугославени        | 0            | 4 (0,76%)    | 2 (0,34%)    |
| Остали и непознато | 0            | 0            | 3 (0,52%)    |
| Укупно             | 506          | 523          | 572          |